# Pudrición parda
La pudrición parda es realizada por ciertos hongos saprótrofos pertenecientes a la división Basidiomycota. Este tipo de pudrición se caracteriza, a diferencia de la pudrición blanca, por ser realizada mediante la secreción de peróxido de hidrógeno por parte de las hifas, este peróxido de hidrógeno, mediante un proceso conocido como la reacción de Fenton, libera radicales libres que se encargan de degradar la lignina mediante una reacción en cadena que destruirá el polímero de lignina.
Esta pudrición se focaliza más en degradar compuestos de la pared celular vegetal, como la celulosa y hemicelulosa, si bien la lignina es parcialmente modificada, no es degradada totalmente. Es por esto que podemos reconocer a la pudrición parda en la naturaleza por la formación de patrones cúbicos en un tronco en descomposición.

## Historia filogenética
Se considera a la pudrición parda como una novedad evolutiva debido a que la pudrición blanca implica que existan varias copias de genes que codifican para las enzimas peroxidasas de clase II, en cambio, en la pudrición parda este número de copias genéticas se ve sumamente reducido; esto implica que no existirá un gasto energético por parte de la célula para sintetizar enzimas peroxidasas, simplemente se liberará el peróxido de hidrógeno al ambiente.
Esta novedad evolutiva se repite en cinco grupos de hongos: Boletales, Polyporales, Dacrymycetes, Gloeophyllales y Lyophyllaceae. Esto se puede interpretar de manera que la pudrición parda conforma un grupo polifiletico de hongos.
Si bien la pudrición parda es casi exclusiva de hongos saprobios, también existe dentro de los hongos que forman ectomicorrizas: en el grupo de los Boletales. Este fenómeno se asocia debido a que los hongos ectomicorrizógenos, al vivir en las raíces de las plantas y establecer una relación simbiótico mutualista, no necesitan del poder degradativo que necesitan los hongos que viven en partes más duras del árbol, como lo es el tronco; al vivir en las raíces realizan una penetración intracelular sin que exista una degradación de la pared celular.

## Sustrato
La pudrición parda es exclusiva de madera suaves, como lo son maderas de coníferas, este aspecto es relevante debido a que los miembros de Pinales producen resinas que tienen actividad antimicrobiana: estas resinas impiden la colonización de microorganismos en diferentes partes de la planta; es un sistema de defensa. Tomando esto en cuenta, los hongos que realizan pudrición parda son capaces de resistir estas resinas mediante la producción de metabolito secundarios, estos serán secretados de manera extracelular a manera de capa protectora para el micelio.
En cambio, los hongos de pudrición blanca están adaptados para crecer sobre maderas duras, este tipo de maderas se encuentran en plantas pertenecientes al grupo de las Angiospermas.